# 도널드 트럼프 2기 행정부의 강제 추방
미국 대통령 도널드 트럼프는 두 번째 임기를 시작한 후 미국 내 이민자 강제 추방 절차를 계속하고 있다. 행정부의 정책은 "강경한" "최대한의" 그리고 대규모 강제 추방 캠페인으로 특징 지어지며, 광범위한 구금, 감금 및 추방을 통해 수백만 명의 이민자와 망명 신청자에게 영향을 미치고 있다.
2025년 1월 23일, 미국 이민세관집행국 (ICE)은 소위 피난처 도시에 대한 단속을 시작하여 수백 명의 이민자를 구금하고 추방했다. 트럼프 행정부는 이전 행정부의 정책을 뒤집고 ICE에게 학교, 병원 및 종교 시설에 대한 단속을 허용했다. 미국이 강제 추방 항공편을 사용하는 것은 일부 외국 정부, 특히 콜롬비아의 반발을 불러일으켰다. ICE 단속에 대한 두려움은 농업, 건설, 그리고 환대산업에 부정적인 영향을 미쳤다. 퓨 연구센터는 2022년 현재 미국 내 불법 이민자 총 인구가 약 1,100만 명으로 추산되며, 10년 전과 비교하여 캘리포니아주가 가장 많은 인구를 계속 유지하고 있다고 보고했다.
행정부는 외국인 적대법을 사용하여 제한적이거나 전혀 적법절차 없이 불법 이민자로 의심되는 사람들을 신속하게 추방했으며, 엘살바도르에 수감하도록 명령했지만, 연방 판사와 대법원에 의해 중단되었다. 또한 잠재적으로 수만 명의 이민자를 수용하기 위해 관타나모만 수용소를 재개방하도록 명령했지만, 이민자 수용소로 사용하는 데 물류 및 법적 어려움을 겪고 있다. 몇몇 미국 시민들이 실수로 구금 및 추방되었다. 행정부의 관행은 법적 문제를 야기했으며 변호사, 판사 및 법학자들 사이에서 논란을 불러일으켰다.
트럼프는 2016년 정치 캠페인 동안, 자신의 첫 대통령 재임 기간 동안, 그리고 2024년 선거 운동에서 추방에 대해 논의했다. 2016년 첫 대통령 임기 시작 당시, 미국에 불법으로 체류하는 모든 이민자들을 추방하는 것을 지지하는 미국인은 약 3분의 1에 불과했지만, 2025년 1월 두 번째 대통령 임기 시작 당시에는 여론이 바뀌어 대다수의 미국인이 지지하는 것으로 2025년 1월 여론 조사에서 나타났다.
트럼프 행정부는 2025년 4월 현재 약 14만 명이 추방되었다고 주장했지만, 일부 추정치는 그 절반 정도의 수치를 제시한다.

## 배경

### 2024년 선거 운동
뉴욕 타임스는 트럼프가 "1차 임기의 이민 단속을 극단적으로 확대"할 계획이며, 여기에는 "미국 내 불법 체류자들을 대규모로 체포하여 추방 대기 동안 광활한 수용소에 구금할 준비"를 포함하고 있으며, 이는 "현대 미국 역사상 유례없는 이민 공격"에 해당한다고 보도했다. 뉴욕 타임스는 또한 트럼프의 고문들이 이민자 권리 변호사들을 압도하기 위한 '블리츠' 전략을 준비하고 있으며, 그의 계획은 새로운 입법 없이 기존 법령에 의존할 것이지만, 그러한 입법 또한 시도될 가능성이 높다고 보도했다. 브루킹스 연구소와 피터슨 국제경제연구소의 경제 보고서는 트럼프의 계획이 미국 태생 노동자들의 고용 감소를 초래하고 "이 정책만으로 트럼프 2기 행정부 동안 경제 성장이 없을 것"이라고 예측했다. 반면 다른 추정치는 GDP가 4.2~6.8% 감소할 것이라고 예측했다.

#### 정책 의도 및 제안
집회에서 트럼프는 미국에 합법적으로 거주하는 아이티 이주민들의 일시적 보호 지위를 철회하고 아이티로 추방할 것이라고 말했다. 트럼프는 혼합 시민권 상태의 가족을 분리하는 것을 배제하지 않았다. 2023년 12월 선거 운동에서 트럼프는 미국으로 오는 이민자들이 "우리나라의 피를 오염시키고 있다"고 말했으며, 이 발언은 곧 그의 주요 민주당 라이벌인 조 바이든 대통령 캠페인으로부터 아돌프 히틀러의 말과 같다는 비난을 받았다.
트럼프는 1,500만에서 2,000만 명을 추방할 것이라고 밝혔지만, 불법 이민자 수는 2,100만 명을 훨씬 넘는 것으로 추정된다. 미국 이민 위원회는 트럼프의 계획에 대한 "매우 보수적인" 추정치로 최소 3,150억 달러, 즉 10년 동안 9,679억 달러가 소요될 것이며, 대규모 야외 구금 캠프 없이는 실행 불가능할 것이라고 말했다.
트럼프는 자신의 계획이 1954년 캠페인 아이젠하워 모델을 따를 것이라고 밝혔다. 매년 수백만 명을 추방하겠다는 목표를 달성하기 위해 트럼프는 1952년 이민국적법 235조에 따라 신속 추방을 확대하고, 1798년 외국인 및 선동법 내의 외국인 적대법을 발동하며, 1807년 반란법을 발동하여 군대가 이민자들을 체포하고 포세 코미타투스법을 우회할 수 있도록 할 의도를 밝혔다.
트럼프는 2024년 9월 집회에서 강제 추방 노력이 "피비린내 나는 이야기가 될 것"이라고 말했다. 그는 또한 푸른 도시의 노숙자들을 모아 캠프에 구금하는 것에 대해서도 이야기했다. 트럼프 팀은 또한 아동의 무기한 구금을 막는 플로레스 합의를 뒤집으려 할 것이다.

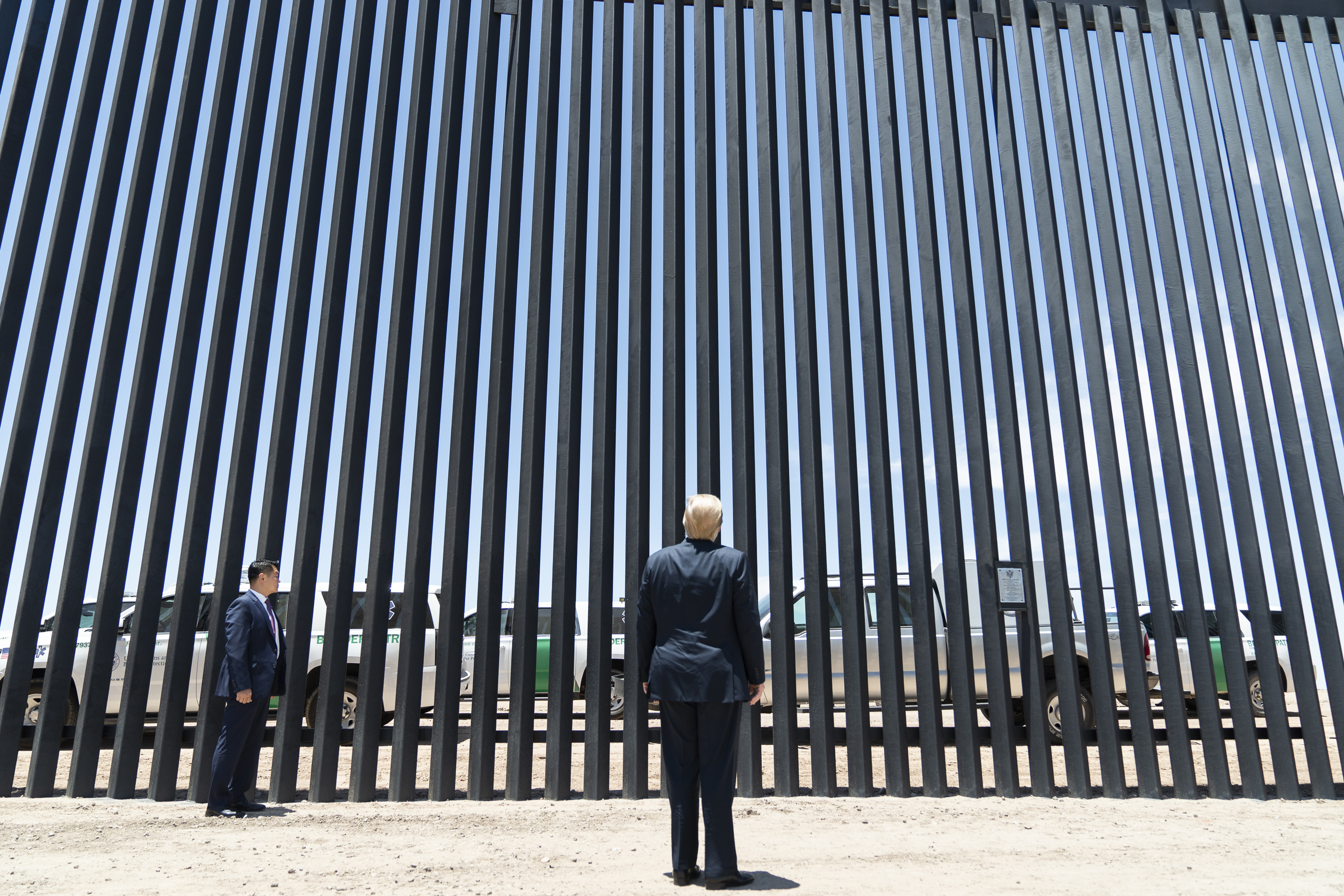
트럼프는 2024년 대통령 선거 운동 기간 동안 남부 국경에 장벽을 완성하겠다고 공약했다.

트럼프는 특정 이슬람 다수 국가 출신 개인의 입국에 대한 자신의 금지 조치를 재개하고, 미국 질병통제예방센터가 독감, 결핵, 옴과 같은 전염병을 이민자들이 옮긴다고 주장하여 코로나 시대의 제한을 재부과할 것이라고 약속했다. 트럼프는 국경 장벽을 더 많이 건설하고, 현재 해외에 주둔하는 수천 명의 군대를 남부 국경으로 이동시킬 것이라고 말했다.
다른 제안으로는 미국에 거주하는 개인의 일시적 보호 지위 철회, 외국인 부모에게서 미국에서 태어난 사람들의 출생 시민권 종식, 양자 관계의 조건으로 이민 협력을 통한 강압적 외교 활용, '멕시코에 남기' 정책 재개 및 중미 여러 국가와의 '안전한 제3국' 지위 부활, 그리고 아프리카, 아시아, 남미로의 확대가 포함된다.
트럼프 선거 운동 본부는 국토안보부 대 캘리포니아 대학교 리젠츠 사건에서 2020년 대법원에서 5대 4로 부결되어 실패한 이전 시도 이후 DACA 수혜자를 추방할 의도를 밝혔다.

## 실행 조치

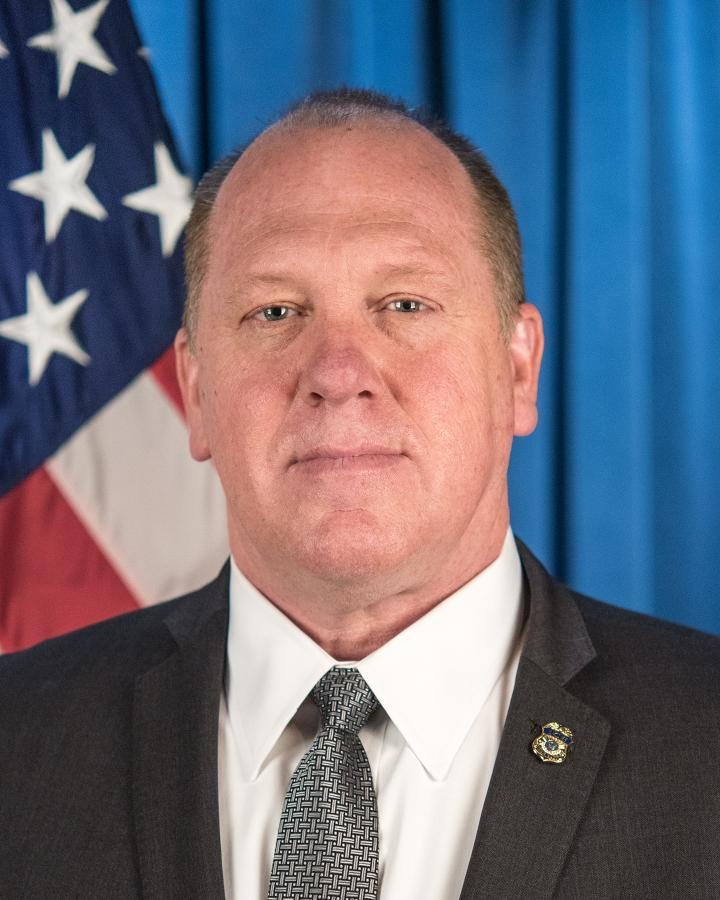
트럼프의 국경 차르, 톰 호먼

### 정책 변화
1월 22일, 미국 국토안보부 (DHS)는 병원, 종교 시설, 법정, 장례식, 결혼식, 학교 등 민감한 지역에 불법 이민자를 보호하던 오바마 시대 지침을 철회한다고 발표했다. 대변인은 트럼프 행정부가 법 집행 기관의 손발을 묶으려는 것이 아니라고 밝혔다.
2025년 1월 23일, DHS는 트럼프 이민 정책을 실행하는 데 연방 법 집행 기관을 지원할 권한을 부여했다. 벤자민 허프만 국토안보부 장관 대행의 메모는 DEA, ATF, 미국 연방보안관실을 포함한 법무부 내 여러 기관에 "이민 단속관의 기능"을 부여했다. 이 메모는 이 기관들에 교차 위임된 권한을 부여했다. 2025년 4월, 미국 우편 검사국은 연방 이민 단속 노력에 협력하기 시작했다.
1월 24일, 허프만은 바이든 행정부에서 일시적으로 입국이 허용된 이민자들을 추방할 수 있다는 메모를 보냈다.
2월 19일, 트럼프 행정부는 난민 재정착 사무소가 미국에 입국하는 비동반 미성년자에게 법률 서비스를 제공하는 기관에 자금을 지원하는 것을 막기 위해 작업 중지 명령을 내렸다. 마더 존스는 이 명령이 25,000명의 미성년자에 대한 법률 대리와 100,000명의 다른 사람들에 대한 권리 교육 프로그램을 중단시켰다고 밝혔다.
2025년 3월 14일, 미국의 법무부 장관 팸 본디는 법 집행관이 이민자들의 집에 영장 없이 들어갈 수 있도록 허용하는 지침을 발표했다.

### 법적 지위 취소
2025년 5월, 대법원은 트럼프 행정부가 35만 명의 베네수엘라 이민자들의 보호 지위를 취소하는 것을 허용했다. 이 조치는 "현대 미국 역사상 비시민권자의 이민 지위를 박탈하는 가장 큰 단일 조치"로 묘사되었다.

### 이민 단속
1월 23일, 애틀랜타, 보스턴, 덴버, 마이애미, 뉴욕시, 뉴어크, 필라델피아, 시애틀, 워싱턴 D.C.에서 대규모 ICE 단속이 발생하여 538명이 구금되었다. 뉴어크 시장은 ICE가 지역 시설을 단속하고 불법 이민자뿐만 아니라 참전 용사를 포함한 시민들도 영장 없이 구금했다고 주장했다.
4월 24일, 이민 요원들이 오클라호마 시티의 한 가족 집에 급습하여 노트북, 휴대폰, 현금 등 거주자들의 소지품을 압수했다. 이들은 집으로 발부된 영장의 대상이 아닌 미국 시민이었음에도 불구하고 말이다. 트리샤 맥러플린 국토안보부 차관보는 이번 단속이 "궁극적으로 성공적인 작전"이었다며 옹호했다.
4월 28일, ICE는 콜로라도 스프링스의 한 나이트클럽을 단속하여 100명 이상을 구금했다. 5월 8일 현재 18명은 미국에서 추방되었고 86명은 ICE 구금 상태에 있다.

## 구금

### 구금률
트럼프는 하루 1,200명에서 1,500명의 ICE 체포를 목표로 했지만, 그의 행정부는 이러한 목표를 달성하는 데 대부분 실패했다. 트럼프 행정부는 1월 취임 후 하루 약 800명의 ICE 체포를 기록했고, 2월에는 하루 600명 미만으로 감소했으며, 이때 ICE는 일일 통계 발표를 중단했다. 트럼프의 체포율은 ICE 요원들이 추가 근무를 하고 체포 할당량을 받았음에도 불구하고 오바마와 바이든 행정부 모두에 뒤처졌다. 트럼프의 상대적으로 낮은 이민 단속율은 ICE 자원 및 인력 부족, 그리고 트럼프 취임 이후 미국-멕시코 국경을 불법으로 넘는 이민자 수가 급격히 감소한 때문으로 분석된다. 2025년 5월, 크리스티 놈과 스티븐 밀러는 ICE에게 일일 체포 수를 3,000명으로 늘리도록 압력을 가했다.

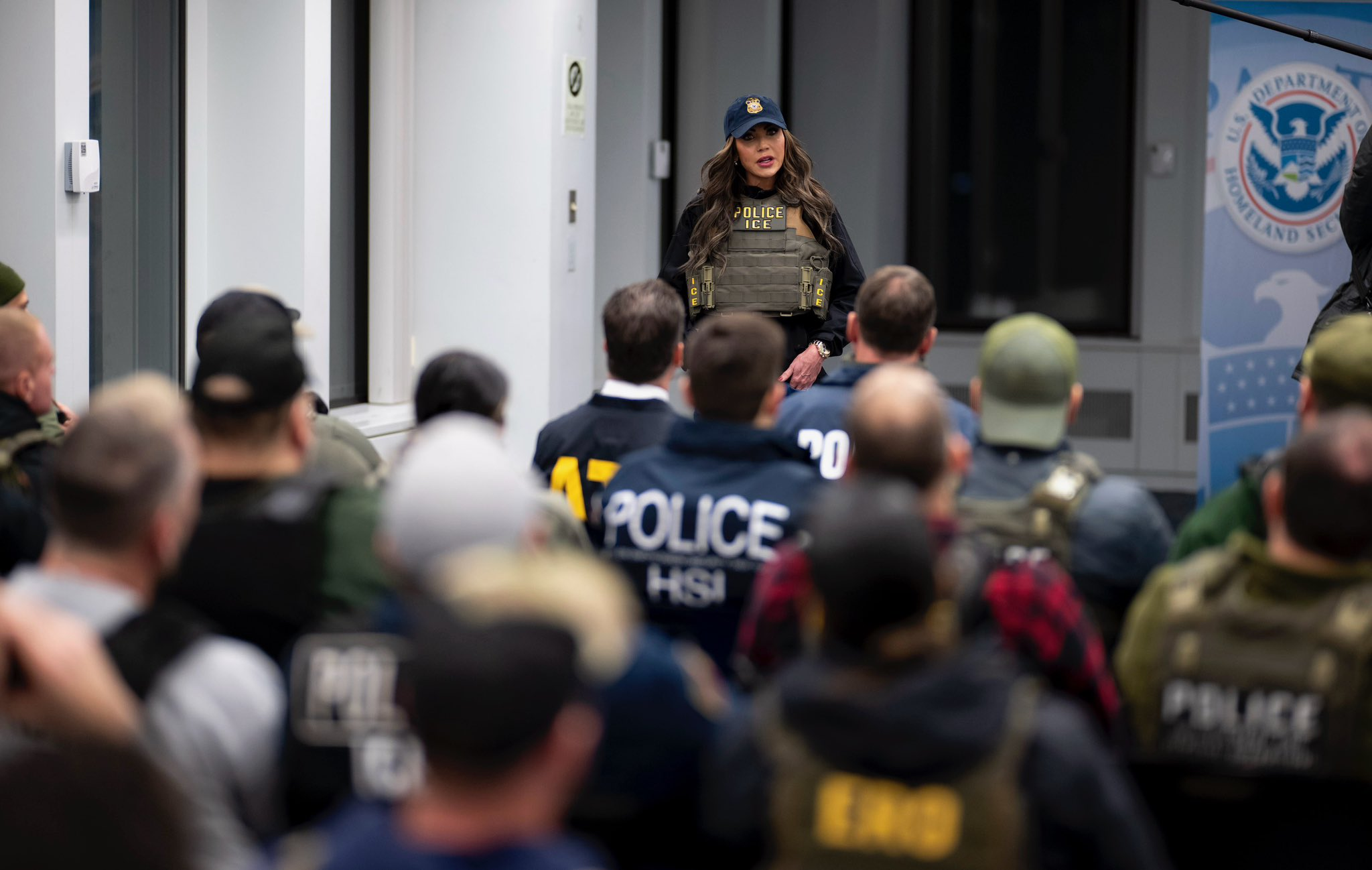
미국 국토안보부 장관 크리스티 놈이 2025년 뉴욕시에서 ICE 단속 중 법 집행관들에게 연설하고 있다.

2025년 3월 초 ICE 관계자들은 2025년 1월 20일부터 3월 10일까지 32,809건의 체포가 이루어졌다고 밝혔다. 이들은 또한 바이든 행정부가 체포 통계를 부풀렸다고 비난했다. 2025년 초, 41,000명 이상의 사람들이 ICE 구금 상태에 있었다. 3월 중순까지 ICE는 46,269명을 구금하고 있다고 보고했다. 26개 주의 공화당 주지사들은 2025년 1월 트럼프의 추방 정책에 대한 지지를 발표했다.

### 미디어 캠페인
상대적으로 낮은 ICE 체포 및 추방 수치에도 불구하고, 트럼프 행정부는 수갑을 찬 추방자들의 이미지를 소셜 미디어에 게시하고, 오래된 ICE 보도 자료의 타임스탬프를 업데이트하여 구글 검색을 조작하며, 닥터 필과 같은 유명인들이 ICE 단속에 동행하도록 허용하는 등 미디어에서 추방의 존재감을 부풀리려 했다.
2025년 2월, 백악관은 수갑을 찬 이민자들이 추방 항공편에 탑승할 준비를 하는 모습과 수갑과 쇠사슬이 바구니에서 꺼내져 다른 것들과 함께 공항 활주로에 놓여지는 소리가 나는 비디오를 소셜 미디어에 게시했다. 이 비디오에는 "ASMR: 불법 외국인 추방 항공편"이라는 캡션이 달렸고, ICE 시애틀 지사에서 다른 캡션과 함께 공유되었다. 비디오에 대한 반응은 다양했으며, 일부는 비디오에 나타난 행동을 환영했고, 다른 일부는 역겹고 비인간적이라고 비난했다.
2025년 4월 말, 행정부는 백악관 북쪽 잔디밭 주변에 "체포됨"이라는 단어와 흐림 처리되지 않은 이미지 아래 심각한 범죄가 기재된 여러 스타일화된 머그샷을 게시했다. 행정부는 표지판에 묘사된 개인들이 모두 불법적으로 입국했으며 살인, 납치, 아동 성폭행, 강간과 같은 심각한 범죄로 유죄 판결을 받았다고 주장한다. 표지판 게시 직후 백악관 공식 트위터 계정은 표지판에 사용된 사진과 개인의 전체 이름을 게시했다.

### 구금 조건
구금자들은 ICE 구금 시설의 과밀하고 비위생적인 환경을 보고했다. 한 여성 집단은 화장실 사용이 거부되었고 플로리다의 크롬 구금 센터로 가는 교도소 버스에서 바닥에 소변을 봐야 했다. 구금자들은 음식, 물, 샤워 접근이 거부되었다고 보고했다.

#### 구금 중 사망
2월 말까지 트럼프 대통령 취임 이후 최소 3명이 ICE 구금 센터에서 사망했다. 2025년 4월, 프라밀라 자야팔 의원실은 유마 국경 순찰대에서 CBP 구금 중이던 중국 국적자의 자살에 대해 경고했다. 그녀의 자살은 감시 영상에서 확인되었음에도 불구하고, CBP는 필수적인 복지 점검이 수행되었는지 확인할 수 없었으며 거의 2시간 동안 의료 조치를 취하지 않았다. 4월 16일, 앨버커키에 거주하던 치매를 앓던 58세 베트남 난민이 ICE 구금 중 사망했으며, 그의 가족은 의료 방치로 사망했다고 주장했다. 4월 25일, 브로워드 전환 센터에 구금되어 있던 아이티 여성이 사망했으며, 이는 그녀의 의료 방치 의혹에 대한 분노를 불러일으켰다. 총 7명이 트럼프 대통령 취임 첫 100일 이내에 ICE 구금 상태에서 사망했다. 5월 중순까지 9명이 사망했으며, 여기에는 구금 한 달 후 양호한 건강 상태였다고 보고된 68세 남성이 이송 중 사망한 사건도 포함된다.

### 구금자 특성
NBC 뉴스는 2025년 2월 첫 2주 동안 ICE 구금자 수가 39,238명에서 41,169명으로 증가했다고 보도했다. 이들은 새로 구금된 4,422명 중 거의 전원이 남성이었으며, 여성은 22명에 불과했다고 보고했다. 보고서는 새로 구금된 사람들 중 41%가 전과가 없었으며, 이는 바이든 행정부의 28%와 비교된다고 밝혔다. 보고서는 또한 ICE가 41,500명을 수용할 수 있는 능력을 가지고 있으며, 미국과 관타나모만에서 새로운 수용 능력을 모색하고 있다고 언급했다.
2025년 4월 초, 일시적 보호 지위를 가진 베네수엘라 이민자들을 위한 변호사들은 자신들의 의뢰인들이 ICE에 등록하는 규칙을 준수하는 동안에도 불법적으로 체포 및 구금되었다고 보고했다. 2025년 5월, 엘살바도르로 추방이 일시적으로 차단된 베네수엘라 구금자 집단은 블루보넷 구금 시설 마당에서 몸을 연결하여 "SOS"를 형성했다. 구금자들과 그 가족들은 자신들이 갱단원이라는 정부의 주장을 거부했으며, 일반적인 망명 절차를 우회하기 위해 외국인 적대법이 사용되는 것을 비난했다.

#### 난민
펜실베이니아주에서는 10명의 롯샴파 부탄 난민이 ICE 단속으로 구금되었다. 전국적으로 60명에 달하는 부탄 난민이 구금되었다. 구금된 이들은 서류 미비자가 아니었지만, ICE는 음주 운전부터 중범죄 폭행에 이르는 그들의 범죄 기록을 들어 법적 지위 철회 및 추방을 정당화했다. 많은 이들이 이미 미국 교도소에서 복역하거나 보호 관찰 기간을 마쳤고 사회에 재통합된 상태였다.
부탄이나 네팔 모두 롯샴파 난민을 시민으로 받아들이지 않아, 미국에서 추방되면 무국적자가 된다. 추방된 사람들 중 몇몇은 네팔의 난민 캠프로 강제 송환되었다.

### 아동
2025년 2월, 로이터는 ICE가 부모 없이 아동으로 미국에 입국한 60만 명 이상의 사람들을 찾아낼 계획이라고 보도했다. 이들 중 일부는 더 이상 아동이 아니었고, 일부는 부모와 재결합하여 함께 살고 있었다. ICE는 이미 추방 명령이 내려진 경우 추방하거나, 이민 법원에 출두 통보를 할 예정이었다. 2025년 3월 6일, ICE는 텍사스 구금 시설에서 이민자 부모와 자녀를 함께 구금하기 시작했다. 첫 번째 그룹에는 3명의 미성년자가 포함되어 있었다.

### 미국 시민의 구금 및 추방
대규모 추방 캠페인에서 많은 미국 시민들이 부당하게 연루되어 추방되었다. 플로리다주에서는 20세 미국 시민이 연방 판사가 집행을 금지한 법인 SB 4-C에 따라 24시간 이상 구금되었다. 애리조나주에서는 발달 장애를 가진 19세 미국 시민이 10일 이상 부당하게 구금되었다. 버지니아주에서는 귀화한 미국 시민이 ICE에 일시적으로 구금되었다. 이 경험 후 그는 도널드 트럼프에게 투표했을 때 "모든 히스패닉처럼 보이는" 사람들을 추적하지 않을 것이라고 생각했지만, 이제는 "그것이 그들이 지금 하고 있는 일"이며 "그들은 단지 히스패닉 사람들을 추적하고 있다"고 믿게 되었다고 주장했다. 트럼프는 미국인들을 엘살바도르에 추방하고 수감할 합법적인 방법을 모색해 왔다.

## 추방
트럼프 취임 첫 달에 37,660명이 추방되었는데, 이는 제거와 귀국을 모두 포함하는 수치로, 2024년 바이든 행정부의 월평균 추방 수치인 57,000명보다 훨씬 적다.

### 항공편
미국은 일방적으로 다른 나라에 강제 추방 항공편을 보낼 수 없다. 각 국가와 강제 추방 항공편을 수용하기 위한 합의가 있어야 하며, 외교 관계를 맺고 있어야 한다. 중국, 쿠바, 베네수엘라와 같은 일부 국가들은 이러한 항공편 수용을 대부분 거부해 왔다. ICE는 역사적으로 추방자들을 송환하기 위해 수갑과 쇠사슬을 사용해 왔는데, 이는 보호 조치라고 명시되어 있다. 그러나 2025년 강제 추방 항공편 시작 이후 여러 국가에서 수갑과 쇠사슬 사용에 대한 문제를 제기했다. 법률 및 인권 감시자들은 미국으로부터 관세 및 기타 위협을 받고 있고 일부 이민자들이 변호사 접견, 가족 통신 또는 신분증에 대한 정기적인 접근 없이 구금되는 국가로 향하는 이러한 항공편이 투명성이 부족하고 이민자들의 권리를 침해할 수 있다고 지적했다.

#### 조건
대부분의 추방 항공편은 민간 계약업체에 의해 운영된다. 일반적인 항공편에는 10여 명 이상의 민간 보안 요원, 두 명의 간호사, ICE 요원, 그리고 승무원이 탑승한다. 항공편은 100명 이상의 구금자들을 태울 수 있으며, 이들은 비행 내내 구속된다. 추방 항공편 계약업체인 글로벌 크로싱 항공의 승무원들은 프로퍼블리카와 비행 중 겪은 경험에 대한 우려를 공유했다. 승무원들은 비상 상황에서 구속된 승객을 대피시키는 방법에 대한 지시를 받지 못했으며, 일부는 비공식적으로 자신과 다른 정부 계약업체는 구하고 추방자들은 버리라는 말을 들었다. 이들은 또한 불충분한 에어컨과 화장실 시설, 그리고 구금자들과 대화하거나 눈을 맞추거나 먹이를 주는 것을 금지하는 규칙에 대해서도 우려를 제기했다.

#### 콜롬비아
2025년 1월 26일, 콜롬비아의 페트로 대통령은 추방된 콜롬비아 국적자를 태운 미국 군용기 2대의 자국 착륙을 금지하고, 추방자들이 "존엄하게 대우받고" 민간 항공기로 콜롬비아에 보내질 것을 요청했다. 트럼프와 페트로 모두 상대방에게 관세를 부과하겠다고 위협했다. 그날 늦게 미국 관계자들은 콜롬비아 관계자들에게 추방자들에게 수갑을 채우거나 귀국 후 항공편에서 콜롬비아 시민들의 사진을 찍지 않을 것이며, 추방자들은 군인이 아닌 국토안보부 관계자의 호위를 받을 것이라고 확신시켰다. 이후 백악관은 콜롬비아가 항공기 착륙을 허용하기로 합의했다고 발표했다. 전 콜롬비아 대통령 이반 두케는 페트로의 초기 결정을 비판하며 트위터에 다음과 같이 밝혔다: "페트로 정부가 포퓰리즘적 편견과 반미 수사를 넘어 국가를 우선시하고 추방된 콜롬비아인들을 수용하기 위한 의정서를 신속하게 수립하는 것이 시급하다."

#### 코스타리카
2025년 2월 20일 저녁, 65명의 아동을 포함한 동유럽 국가 출신 135명의 미국 이민자들이 코스타리카에 도착했다. 현지 당국은 즉시 그들을 버스에 태워 파나마 국경 근처의 임시 이주민 보호 센터로 6시간 동안 이동시켰다. 이 센터는 2017년에 대대적으로 리모델링된 옛 목재 제품 시설이었다. 미국은 이들의 교통비를 지불하고, 국제이주기구(IOM)는 추가 이주를 지원할 것으로 알려졌다.
코스타리카 독립 옴부즈맨(주민 옹호자) 사무실은 이민자들을 만나 인터뷰하고 그들의 대우에 대한 문제점을 자세히 보고했다. 옴부즈맨 사무실은 이민자들이 "눈에 띄는 고통"을 겪으며 도착했으며, 미국을 떠난 후 목적지를 알지 못했고, 해외 친척과 연락할 수 없었으며, 신분증을 압수당했고, 도착 시 적절한 의료 또는 기타 서비스를 받지 못했다고 주장했다. 코스타리카의 마리오 자모라 안보 장관은 이민자들이 임시 보호 센터 도착 시 적절한 보살핌을 받았으며, 옴부즈맨 보고서는 공항에서 이민자들과의 제한된 접촉을 기반으로 한 것이라고 주장했지만, 옴부즈맨은 이를 반박했다.
이전에 코스타리카 대통령은 자국이 미국으로부터 이민자들을 받고 있는 것은 "경제적으로 강력한 북쪽 형제를 돕는 것"이며, "만약 그가 자유 무역 지대에 세금을 부과하면 우리를 망칠 것"이기 때문이라고 말했다.

#### 에콰도르
2005년 이래로 미국은 수천 명의 에콰도르인들을 추방했다. 2023년에는 18,449명의 에콰도르인이 추방되었다. 2024년에는 에콰도르 외교부에 따르면 13,589명의 에콰도르인이 추방되었다.
2025년 1월부터 3월까지 총 1,828명의 에콰도르인이 추방되었으며, 매주 목요일과 화요일에 18편의 항공편으로 이송되었다. 일반적인 경로는 텍사스에서 과야킬로 이동한다.

#### 엘살바도르
도널드 트럼프 2기 행정부는 바이든 행정부의 정책을 이어받아 엘살바도르 이민자들을 본국으로 추방했다. 2024년에는 한 달 평균 10편의 추방 항공편이 미국에서 엘살바도르로 도착했다. 2025년 2월 초 현재, 엘살바도르 정부 관료는 미국에서 엘살바도르로 대규모 추방은 없었다고 밝혔다.
2025년 3월 15일 강제 추방 항공편은 글로벌 크로싱 항공이 운영했으며, 베네수엘라와 엘살바도르 출신 이민자 260여 명을 태우고 엘살바도르에 도착했다. 이들은 갱단원으로 지목되었으며, 테러리스트 수감 센터 (CECOT)에 구금되었다. 미국과 엘살바도르 정부 모두 추방된 이들이 범죄 혐의를 받거나 갱단과 연관되어 있다는 즉각적인 증거를 제시하지 않았다. 60분 조사 결과, 추방된 179명 중 범죄 혐의나 갱단과의 연관성이 확인된 사람은 없었고, 심각한 범죄 혐의는 10여 명에게서만 발견되었다. 카토 연구소 조사에 따르면, 트럼프 행정부에 의해 엘살바도르로 추방된 베네수엘라인 중 50명 이상이 합법적으로 미국에 입국했으며 이민법을 위반하지 않았다. 제임스 보아스버그 미 지방법원 판사는 자신의 명령에 따라 비행 중인 항공기는 회항하여 해당 개인들을 미국으로 돌려보내라고 명령했다. 트럼프 행정부는 그의 명령에도 불구하고 항공편을 진행시켰다. 2025년 4월 8일, 대법원은 제임스 보아스버그 판사가 자신의 명령을 발부할 관할권이 없었으므로 해당 명령이 coram non judice로서 무효라고 판결했다.
3월 28일, 브라이언 E. 머피 미 지방법원 판사는 UN 고문 방지 협약에 따라 "의미 있는 기회"가 주어지지 않은 채 이민 절차에 포함된 국가 외의 다른 국가로 이민자를 추방해서는 안 된다고 명령했다. 이 명령에도 불구하고, 3월 31일 미국은 트렌 데 아라과 및 MS-13 갱단원이라고 주장하는 이민자 17명을 증거 없이 미군 항공편으로 엘살바도르로 보내 CECOT에 구금했다.
미국에서 추방 유예 상태였던 엘살바도르인 킬마르 아르만도 아브레고 가르시아는 2025년 3월 15일 실수로 엘살바도르로 추방되었으며, 트럼프 행정부는 이를 "행정적 오류"라고 인정하면서도 그가 MS-13 갱단의 일원이자 지도자라고 비난했다. 추방 유예 결정에도 불구하고, 그는 박해 위험 때문에 엘살바도르로 추방되지 못했지만 ICE에 구금되어 테콜루카의 테러리스트 수감 센터(CECOT)로 이송되었다. 그의 아내(미국 시민)와 장애인 아들은 추방에 대해 소송을 제기했으며, 4월 4일 법원은 정부에게 4월 7일까지 그를 미국으로 돌려보내라고 명령했다. 4월 10일, 대법원은 그의 엘살바도르 추방이 부적절하다고 판단하여 트럼프에게 그의 미국 귀환을 용이하게 하도록 명령했다.

#### 과테말라
수백 명의 불법 이민자들이 군용기로 미국에서 추방되었다. 국방부 관계자는 과테말라행 추방 항공편 두 대가 같은 날 밤 81명의 추방자들을 태우고 이륙했다고 밝혔다. 과테말라 관계자들은 나중에 이 항공편에 79명만이 탑승했다고 밝혔다.

#### 멕시코
2025년 1월 23일, 멕시코는 미국 군용기의 착륙을 거부하여, 과테말라로 향하던 다른 두 대의 항공기는 이륙했지만 이 항공기는 이륙하지 못했다. 그 주 후반에 백악관 대변인 캐럴라인 레빗은 멕시코가 ICE 항공 작전 및 정부 전세 항공편으로부터 하루에 4편의 추방 항공편을 수용했다고 트윗했다.
2025년 2월 14일, 멕시코 대통령은 13,455명의 이민자가 멕시코로 추방되었으며, 이 중 2,970명은 멕시코 출신이 아니었다고 말했다.

#### 파나마
파나마는 미국이 직접 추방할 수 없는 국가 출신 미국 추방자들을 받아들이기로 합의했다.
이들 국가에는 아프가니스탄, 중국, 이란, 파키스탄, 우즈베키스탄이 포함된다. 파나마에 도착하면 이들은 파나마 법의 적용을 받으며 이민자로 대우받는다. 몇몇은 본국으로 송환되기를 요청했다. 파나마는 현재 송환을 원하지 않는 사람들을 이민자 캠프에 수용하고 있다.
이들의 추가 처리 절차가 어떻게 될지는 명확하지 않다.
2025년 2월 말, 파나마 캠프에 구금된 이민자들을 대리하는 변호사들은 자신들이 의뢰인들과 소통할 수 없었다고 우려를 표명했으며, 의뢰인들은 망명 심사 없이 미국에서 비행기로 이송되었다고 말했다. 파나마 대통령은 기자회견에서 이민자들이 변호인과 연락하는 것이 왜 금지되는지 알지 못한다고 말했다. 3월 1일 변호사들은 파나마를 미주 인권위원회 (IACHR)에 제소하며 미국이 그룹의 망명 권리를 침해했다고 주장하고, 파나마의 구금 권한에 이의를 제기하며 구금자들을 본국으로 추방하지 말라는 긴급 명령을 요청했다. 국토안보부를 상대로 한 별도의 소송도 예상되었다.
2025년 2월 12일 저녁, 추방자들을 태운 몇 대의 미국 군용기 중 첫 번째 항공편이 파나마에 착륙했다. 물리노 대통령은 약 360명의 추방자/이민자들이 이 항공편으로 도착하여 다리엔의 캠프로 이송되거나 미국 비용으로 다른 국가로 송환될 것이라고 밝혔다. 국제이주기구 (IOM)는 파나마의 요청에 따라 이 이민자들에게 지원을 제공하고 있다고 밝혔으며, 유엔난민기구도 마찬가지라고 밝혔다.
파나마 정부는 처음에 이 이민자들을 데카폴리스 호텔에 감금했다. 변호사와 기자들은 그들과 연락하기가 매우 어려웠다. 기자들과 소통할 수 있었던 이민자들은 자신들이 망명 신청자이며 본국으로 돌아갈 경우 박해나 더 심한 상황을 두려워한다고 말했다. 하지만 미국 국토안보부 대표들은 미국 처리 또는 구금 과정에서 그러한 두려움을 주장한 사람은 아무도 없었다고 주장했다. 이민자들의 법적 대리인들은 나중에 파나마로 이송된 대부분의 사람들이 미국 법에서 요구하는 표준적인 "두려움 인터뷰"를 통해 망명 신청을 할 기회를 전혀 받지 못했다고 밝혔다. 이민자들은 또한 그들 중 적어도 한 명이 자살을 시도했으며, 다른 한 명은 구금에서 탈출하려다 부상을 입었다고 진술했다.
이민자 중 한 명인 이란 출신의 27세 영어 교사 아르테미스 가셈자데는 이슬람교에서 기독교로 개종했으며, 이는 이란에서 사형에 해당하는 범죄라고 말했다. 이란에서 기독교 박해의 패턴이 있는 상황에서 가셈자데는 자신과 다른 이란 기독교인들이 이란으로 돌아갈 경우 사형에 직면할 것을 두려워했으며 송환에 동의하지 않았다. 가셈자데는 또한 다른 이민자들을 위한 정보 통역을 돕던 미군 병사가 자신에게 파나마로 이송된다는 것을 언급하지 말라고 요청했다고 말했다 그리고 그녀는 미국에서 망명 신청을 할 기회를 전혀 받지 못했다고 말했다. 월드 릴리프의 미국 교회 동원 담당 국장인 매튜 소렌스는 2024년에 "미국에 재정착한 난민 10만 명 중 3만 명은 박해를 피해 온 기독교인"이었다고 지적했다. PARS 평등 센터의 최고 운영 책임자인 페이만 말라즈는 "국경에 도착하는 사람들은 이란 기독교인들처럼 가장 박해받고 절망적인 사람들인 경우가 많다"고 지적했다. 다른 추방된 이민자들 중에는 전 아프가니스탄 군 장교, 소수 민족 및 LBGTQ+ 개인, 그리고 미국 국경에서 가족과 헤어진 한 젊은 성인도 있었다.
2월 18일 밤, 파나마 당국은 이민자 170여 명을 파나마시티에서 4시간 떨어진 산비센테 캠프로 이송했는데, 이 캠프는 이전에 다리엔 협곡을 건넌 후 구금된 사람들을 수용하던 곳이었다. 기자들과 변호사들은 여전히 이민자들과 연락할 수 없었다. 한편, 적어도 한 명의 이민자, 보도에 따르면 중국 출신 여성이 구금에서 탈출했으며, 다른 아일랜드 출신 여성은 자발적으로 귀국했다. 2025년 2월 28일 현재, 캠프에는 3명의 아동을 포함한 9명의 이란 기독교 개종자들이 추가로 구금되어 있었다. 이들 중 누구도 이란으로 송환되기를 동의하지 않았다.
파나마 정치인들과 논평가들은 이러한 작전이 파나마 및 국제법에 위배되며 파나마가 "중미의 관타나모"가 되어서는 안 된다고 반대 의견을 제기했다. 2025년 3월 중순, 파나마 대통령 물리노는 미국으로부터 더 많은 이민자 항공편이 파나마에 도착할지 알 수 없지만 "문제를 우리에게 남겨놓기 때문에 그렇게 하고 싶지 않다"고 말했다.
2025년 3월 8일, 파나마는 산비센테에 구금되어 있던 이민자 112명을 석방하고 30일(60일 추가 연장 가능) 체류 허가를 내주었으며, 버스로 파나마시티로 이송했다. 석방 후 이민자들은 산비센테 캠프의 열악한 환경, 즉 제한된 의료 접근성, 가족, 법률 대리인, 기자와의 제한된 소통, 그리고 자신들의 지위와 가능한 다음 목적지에 대한 정보 부족을 보고했다. 망명 자격이 있을 수 있는 일부 이민자들은 자신들의 주장이 고려되지 않았으며, 파나마 당국이 "우리는 망명을 받아들이지 않는다"고 말했다고 전했다. 이민자들의 법적 대리인들은 이러한 조치가 파나마가 미국이 보낸 개인들을 책임에서 벗어나고 IACHR 사건 결과에 영향을 미치려는 시도라고 우려를 표명했다. 이민자 대표들은 2025년 5월 중순 현재 약 절반이 파나마를 떠났으며, 주로 멕시코로 향했고, 나머지는 유니세프나 지역 교회에서 제공하는 쉼터에 머물고 있다고 밝혔다. 5월 말 현재 파나마에 망명을 신청한 소수의 이민자들 중 어느 누구도 승인받지 못했으며, 최소 9건은 대부분 즉시 거부되었다.

### 관타나모만 사용
2025년 1월 29일, 트럼프는 수만 명의 이민자를 수용하기 위해 관타나모만 수용소를 준비하도록 명령했다. 2002년 개장 이래 관타나모만은 주로 기소나 재판 없이 779명의 구금자를 수용했다. 구금자들은 법적 권리가 제한되었고 고문을 받았다. 이 구금소는 이전에 연간 5억 달러가 소요되어 세계에서 가장 비싼 감옥이었다.
2월에 178명의 베네수엘라 이민자들이 캠프에 구금되었으며, 이 중 126명은 전과가 있었다. 2월 20일, 국토안보부 관계자는 "관타나모만에 있던 178명의 이민자 중 177명은 추방되었으며... 나머지 1명은 미국 내 구금 시설로 보내졌다"고 밝혔다.
트럼프 행정부는 관타나모를 이민자 구금 시설로 사용하는 데 어려움을 겪었다. 여기에는 계획 부족, 비용, ICE 또는 국방부가 이민자들에게 책임이 있는지에 대한 불확실성, 이민자들을 위한 시설 및 서비스 지원에 대한 정책 지침 부족, 이송의 합법성에 대한 의문이 포함되었다. 초당적인 의회 대표단이 캠프를 방문할 예정이었지만, 피트 헤그세스 미 국방부 장관에 의해 취소되었다.
3월 3일 현재, 캠프 인구는 약 20명이었고, 3월 13일 현재, 관타나모에는 구금된 이민자가 없었다. 4월 초까지 수십 명의 이민자들이 "최종 목적지로 향하기로 되어 있던 최종 명령에 따라" 일시적으로 관타나모에 구금되어 있었으며, 여기에는 루이지애나에서 출발하는 추방 항공편에 추가된 니카라과인들도 포함되어 있었다.
2025년 6월, 행정부의 이민자 구금을 대폭 늘리려는 노력 이후 폴리티코는 수천 명의 구금자들을 관타나모만으로 보내기 시작할 계획을 보도했다. 이송 대상으로 고려된 사람들 중에는 유럽인 800명이 포함되었으며, 이들 중 일부는 추방된 자국민을 수용하는 데 협력적인 국가 출신이었다. 게리 피터스 미 상원의원에 따르면, 관타나모만에 이민자들을 구금하는 데 드는 비용은 구금자 1명당 하루 10만 달러였다. 며칠 후, 이러한 계획은 보류된 것으로 보이며 행정부 대변인은 그 존재를 부인했다.

### 미국 시민 자녀를 둔 혼합 지위 이민자 가족
2025년 2월, 텍사스주 사리타의 미국 국경 순찰대 검문소(국경에서 약 90마일)에서 혼합 지위 가족이 구금되어 멕시코로 추방되었다. 이 가족의 부모는 멕시코 시민이며, 자녀 중 몇몇은 미국 시민이다. 이 가족은 텍사스주의 리오그란데 밸리에 거주했으며, 뇌암에서 회복 중인 10살 된 미국 시민 딸이 치료를 받고 있던 휴스턴으로 가는 길이었다. 이들은 이전에 의사 소견서로 검문소를 통과할 수 있었음에도 불구하고, 2월 여행 중 구금되어 심문을 받았고, 딸의 약물이 압수되었으며, 국경 근처의 연방 처리 시설에서 밤새 구금된 후 다음날 멕시코로 걸어 들어갔다. 어머니는 "[우리는] 우리 자녀들과 영구적으로 헤어지거나 함께 추방되는 가장 어려운 결정을 내려야 했다"고 말했다.
2025년 4월 22일, 루이지애나주에서 이민세관집행국(ICE)의 "정기 검문" 중 2세 미국 시민인 V.M.L.이 어머니와 언니와 함께 구금되었다. V.M.L.의 "다음 친구"는 아동의 석방과 추방을 막기 위한 임시 금지 명령을 얻기 위해 인신보호청원을 제기했다. 정부는 V.M.L.의 어머니가 추방되고 있으며 V.M.L.을 온두라스로 데려가고 싶다고 답변하며, 어머니가 직접 썼다는 손글씨 편지를 법원에 제출했다. 4월 25일, 테리 두티 판사는 이를 확인하고 청원을 고려하기 위해 어머니와 통화하기를 요청했다. 그러나 ICE는 이미 어머니와 두 딸을 비행기에 태웠고, 두티가 어머니와 통화하기를 요청했을 때 이들은 아직 온두라스행 비행 중이었지만, ICE는 온두라스에 착륙한 후에야 응답했다. 두티는 "정부가 아무런 절차 없이 미국 시민을 추방했다는 강한 의심을 해소하기 위해" 5월에 심리를 명령했다.
미국 시민 자유 연맹 (ACLU)은 같은 날 미국 시민 자녀(4세, 7세)를 둔 다른 가족이 루이지애나에서 추방되었다고 밝혔다. ACLU는 이 아이들 중 한 명이 희귀한 전이성 암을 앓고 있었으며, "ICE에 아이의 긴급 의료 필요를 미리 통보했음에도 불구하고 약물이나 담당 의사와의 상담 없이 추방되었다"고 덧붙였다.

### 활동가 표적 및 추방
행정부는 친-팔레스타인 연설에 참여한 외국인 학생들을 친-하마스로 규정하여 체포 및 취소 프로그램에 집중했다. 2025년 3월 25일, 국무부는 비자 신청자의 소셜 미디어 활동이 "테러 활동을 옹호, 공감하거나, 다른 사람들에게 테러 활동을 지지하거나 지명된 외국 테러 조직을 지지하도록 설득"하는 것으로 나타날 경우 자격이 없다고 명시하는 지침을 발표했으며, 유사한 활동은 기존 비자 취소로 이어질 수 있다고 밝혔다. 2025년 4월 9일, DHS는 "반유대주의"로 간주되는 소셜 미디어 계정을 검열할 것이라고 발표했다.
2025년 4월 8일, 수많은 학생 비자 취소에 대응하여 Inside Higher Ed는 학생 및 최근 졸업생의 알려진 비자 취소 건수를 추적하고 비자 취소를 보고한 대학을 지도화하기 시작했다. 4월 9일 아침 현재, 추적기는 미국 전역의 80개 이상의 고등 교육 기관에서 419명의 학생 및 최근 졸업생을 보여주었다. 많은 경우, 이민 당국은 비자 취소 이유를 해당 기관에 통보하지 않았다.

## 영향

### 이민자 커뮤니티
브라질 뉴스 매체 g1에 따르면, 미국에 거주하는 브라질 불법 이민자들은 체포될까 봐 두려워 일자리를 쉬고 자녀를 학교에 보내는 것을 피하고 있다고 보고한다. 그들은 또한 WhatsApp과 같은 메시징 앱을 사용하여 ICE의 움직임에 대한 실시간 정보를 공유하고 있다. 일부 경우에는 ICE 드론이 이웃 상공을 비행한다는 잘못된 정보와 같은 오보로 인해 공황 상태에 빠지기도 했다. 보스턴의 브라질 노동자 센터와 같은 사회 단체들은 이민자들이 자신들의 권리를 배우고 부모가 추방될 경우 자녀들을 위한 양육 서류를 준비할 수 있는 정보 회의를 주최했다. 이러한 회의의 대부분은 사람들이 집 밖으로 나가는 것을 두려워하기 때문에 온라인으로 진행된다.
게인즈빌, 텍사스주에 사는 11세 소녀 조셀린 카란자는 학교 학생들이 ICE가 가족을 추방할 것이라는 소문을 퍼뜨리자 자살했다.

### 교육
캘리포니아, 뉴욕, 조지아, 일리노이와 같은 일부 학군에서는 이미 학군 교사, 관리자 및 행정부가 유효한 법원 발행 영장이 제시되지 않는 한 ICE 관리들과 협조하거나 그들이 학교 구내에 들어오는 것을 허용하지 않는다는 포괄적인 지침을 발표했다. 몇몇 학교에서는 취임 직후 학생들의 학부모와 보호자들이 ICE 요원이 학교 구내에 접근할 수 있는지에 대한 우려를 표명하며 전화했다고 보도되었다. WBTV의 기사는 3월 5일 노스캐롤라이나주 먼로에 위치한 먼로 고등학교 학생들이 ICE의 학교 단속에 항의하고 동료들을 지지하기 위해 등교 거부를 했다고 보도했다. 2025년 6월, 로스앤젤레스 통합 학구는 ICE로부터 학생과 가족을 보호하기 위해 졸업식장 주변에 보안 경계를 구축할 계획을 발표했다.

### 경제
미국 이민 위원회는 100만 명을 추방하는 데 10년 동안 연방 정부 지출로 9,679억 달러가 소요될 것으로 추정했다.
2025년 1월 트럼프 취임 직후, 대규모 추방 소문과 ICE 단속 증가에 대한 두려움은 취임 다음 날 출근하는 현장 노동자 수가 급격히 감소하면서 농업 부문에 영향을 미쳤다.
트럼프가 군용기를 사용하여 개인을 추방한다고 발표된 후, 각 항공편당 85만 달러 이상이 소요될 것으로 추산되었다. 최근의 추방 항공편 각각에는 약 80명이 탑승했다.
건설, 제조업, 농업, 서비스, 보육은 많은 수의 불법 이민자를 고용하는 부문 중 일부이다. 아담 투즈는 계획된 추방이 "미국 경제의 상당 부분에 연이은 충격을 줄 것"이며 가격 상승을 통해 해당 부문 외의 사람들에게도 영향을 미칠 것이라고 말했다. 캘리포니아 니세이 농민 연맹의 회장인 마누엘 쿤하 주니어는 "만약 내 노동력을 없앤다면, 당신은 먹을 것이 없을 것이다... 식량 시스템이 움직이지 않을 것이기 때문에 나라는 말 그대로 멈출 것이다"라고 말했다. 보육 부족은 일부 사람들이 노동력을 떠나도록 유도할 것이다.

### 의료
ICE가 병원에서 사람들을 체포할 수도 있다는 보도가 나온 후, 워싱턴과 조지아의 병원들은 직원들에게 ICE의 질문을 받을 경우 경비원이나 감독자에게 알리도록 지시했다. 텍사스주와 플로리다주는 의료 시설에 "환자들의 이민 신분을 묻고, 미국에 불법으로 거주하는 이민자들에게 의료 서비스를 제공하는 데 드는 납세자 비용을 집계"하도록 요구했다.

### 법 집행 위장
2025년 2월, 추방이 강화되는 동안 최소 세 개 주에서 법 집행 기관이 ICE 요원을 사칭한 개인들을 체포했다고 보도되었다. 션-마이클 존슨은 사우스캐롤라이나주에서 라틴계 남성들을 구금한 후 납치 및 경찰관 사칭 혐의로 체포되었다. 존슨은 남성 중 한 명에게 "어디 출신이야, 멕시코? 멕시코에서 왔어? 멕시코로 돌아갈 거야!"라고 말하는 것이 녹음되었다. 노스캐롤라이나주에서는 칼 토마스 베넷이 ICE 요원을 사칭하고 여성에게 협조하지 않으면 추방하겠다고 위협하며 성폭행한 혐의로 체포되었다. 템플 대학교의 한 학생은 "경찰"과 "ICE"가 인쇄된 티셔츠를 입고 기숙사에 침입하려다가 펜실베이니아주의 한 지역 사업장을 방해하려 한 학생 집단 중 한 명으로 기소되었다.

### 아메리카 원주민에 대한 영향
2025년 1월 23일, 애리조나주의 나바호 네이션 부족 지도자들은 도시 지역에 거주하는 나바호족 사람들이 ICE에 의해 제지, 심문 또는 구금되었다는 전화 및 문자 메시지를 받았다고 보고했으며, 이는 나아비키야티 위원회 회의에서 해당 주제에 대한 자세한 논의를 촉발했다. 애리조나주 제6입법지구를 대표하는 주 상원의원 테레사 하타틀리는 위원회 회의에 참석하여 나바호어로 보고를 공유했다. 하타틀리 의원은 의회에 8명의 나바호 시민이 휴대폰도 없이 몇 시간 동안 구금되어 가족이나 부족과 연락할 수 없었던 사건에 대한 전화를 받았다고 보고했다.
토호노 오오담 네이션 (부족 토지가 애리조나-멕시코 국경 양쪽에 걸쳐 있으며 미국 관세국경보호청이 수십 년 동안 주둔해 왔다)에서 자랐고 살고 있는 에이프릴 이그나시오는 트럼프 행정부의 새로운 정책이 "새롭고 충격적인 방식으로" 부족 공동체를 겨냥하고 있으며, 이는 공동체에 대한 관심을 끌고 부족의 대응을 촉발할 것이라고 말했다.

### 인도적 체류 허가 종료
도널드 트럼프 행정부가 2025년 3월에 인도적 체류 허가 프로그램을 종료하면, 조 바이든 대통령이 시행한 정책에 따라 합법적으로 미국에 입국한 수십만 명의 베네수엘라인에게 특히 큰 영향을 미치게 된다. 2025년 4월 24일에 발효될 예정인 이 조치는 이 이민자들의 취업 허가와 추방 보호를 취소하고, 그들에게 미국을 떠나거나 추방에 직면하도록 요구할 것이다. 원래 심각한 정치적, 경제적 위기를 피해 베네수엘라인들이 합법적이고 질서 있는 경로로 미국에 입국할 수 있도록 설계된 이 프로그램은 신청자들이 재정 후원자의 지원을 받아 미국에 입국하고 즉시 노동 시장에 접근할 수 있도록 허용했다.
이 메커니즘을 통해 입국이 허용된 50만 명 이상의 개인 중 상당수는 라틴아메리카에서 가장 광범위한 이주 위기 중 하나로 인해 이동하게 된 베네수엘라 국적자였으며, 이 경로에 의존하여 위험하고 불법적인 국경 통과를 피했다. 이 프로그램은 쿠바, 아이티, 니카라과 출신 이민자들에게도 적용되었지만, 베네수엘라 디아스포라가 가장 큰 비중을 차지했다. 미국 국토안보부는 불법 이주 수준이 계속 높다는 점을 들어 이 프로그램이 지역 사회와 지원 시스템에 대한 압력을 효과적으로 줄이지 못했다고 주장했다. 이번 철회는 트럼프 행정부의 이민 정책이 국경 통제 강화로 광범위하게 전환되었음을 반영하며, 인도적 체류 허가 프로그램이 베네수엘라로부터의 불법 이주 흐름을 줄이는 데 기여했음에도 불구하고 공화당 비판자들은 바이든의 보다 개방적인 이민 정책에 반대하고 있다.

### 통계
미국 이민세관집행국은 "단속 및 추방 작전" 통계 웹페이지를 운영하고 있다. 이 웹페이지는 "분기별로 업데이트된다"고 하지만, 2025년 6월 기준 현재 작년 말 (트럼프 취임 전) 이후로 업데이트되지 않았다.
트럼프 취임 후 ICE는 자신의 통계를 X에 게시하기 시작했다.
| 일                | 체포 (전날 대비 변화율) |
| ----------------- | ----------------------- |
| 1월 23일          | 538                     |
| 1월 24일          | 593(+9.27% )            |
| 1월 25일          | 286(-51.8% )            |
| 1월 26일          | 956(+334% )             |
| 1월 27일          | 1,179(+23.3% )          |
| 1월 28일          | 969(-17.8% )            |
| 1월 29일          | 1,016(+15.6% )          |
| 1월 30일          | 962(-5.3% )             |
| 1월 31일          | 913(-5.1% )             |
| 2월 1일           | 864(-5.4% )             |
| 2월 2일           | 736(-14.8% )            |
| 2월 3일           | 715(-2.9% )             |
| 2월 4일           | 815(+14% )              |
| 2월 4일 기준 총계 | 10,542                  |

## 법적 문제
1월 25일, 시카고의 일부 이민자 권리 단체들이 트럼프 행정부의 추방 계획에 반대하는 연방 소송을 제기했으며, 시카고와 같은 피난처 도시들을 특정하여 겨냥하는 것이 미국 헌법을 위반한다고 주장했다고 보도되었다. Raise the Floor Alliance의 소피아 자만 전무이사는 단속의 동기가 트럼프 행정부가 도시 정책에 대한 보복이었다고 주장했다.
병원, 종교 시설, 학교와 같은 민감한 지역에서 이민자들을 보호하던 오바마 시대 지침의 철회 발표 직후, 퀘이커 연합은 트럼프 행정부를 상대로 종교 시설에 대한 ICE 단속을 막기 위한 연방 소송을 제기했다. 이 연합에는 필라델피아 연례 모임, 뉴잉글랜드 연례 모임, 볼티모어 연례 모임, 애델피 친구 모임 및 리치먼드 친구 모임이 포함되었다. 퀘이커 연합은 이민 단속 또는 수색의 가능성이 공동 예배 관행에 특히 해를 끼친다고 주장했는데, 이는 예배가 흔히 여러 신도들이 침묵하며 신의 메시지를 기다리는 것을 포함하기 때문이다.
2025년 2월 11일, 20여 개 이상의 기독교 및 유대교 교단 연합이 ICE 요원들의 교회 단속을 허용하는 국토안보부 등의 결정에 대해 소송을 제기했다. 이 단체들은 이러한 단속이 수정헌법 제1조에 따른 종교의 자유 권리를 침해할 것이라고 주장한다. 이 사건은 미국 컬럼비아 특별구 지방법원에 제기되었다.
추방 정책에 대한 수많은 법정 소송이 제기되었다. 2025년 4월, 미국 대법원은 텍사스에 구금된 베네수엘라 이민자들의 추방에 반대하는 판결을 내렸다.
캘리포니아 센트럴 밸리에서 수십 명의 농장 노동자와 일반 노동자들이 체포된 후, 제니퍼 더스턴 판사는 ICE의 이 지역 단속을 중단하라고 명령했으며, 이는 영장이나 합리적인 의심 없이 사람들을 제지하고 있었다고 밝혔다.
트럼프가 외국인 적대법과 이민국적법의 모호한 조항들을 사용하여 이민자들의 적법절차를 제한하려는 시도는 연방 판사들과 대법원과의 논란을 불러일으켰고, 많은 추방 시도가 중단되었다. 트럼프 자신이 임명한 판사를 포함한 수많은 현직 연방 판사들은 적법절차를 침해하려는 시도를 비난하며, "테러리스트"와 "갱단원"으로 지목된 사람들에 대한 적법절차 침해가 다른 집단으로도 쉽게 확대될 수 있다고 경고했다.

## 시위

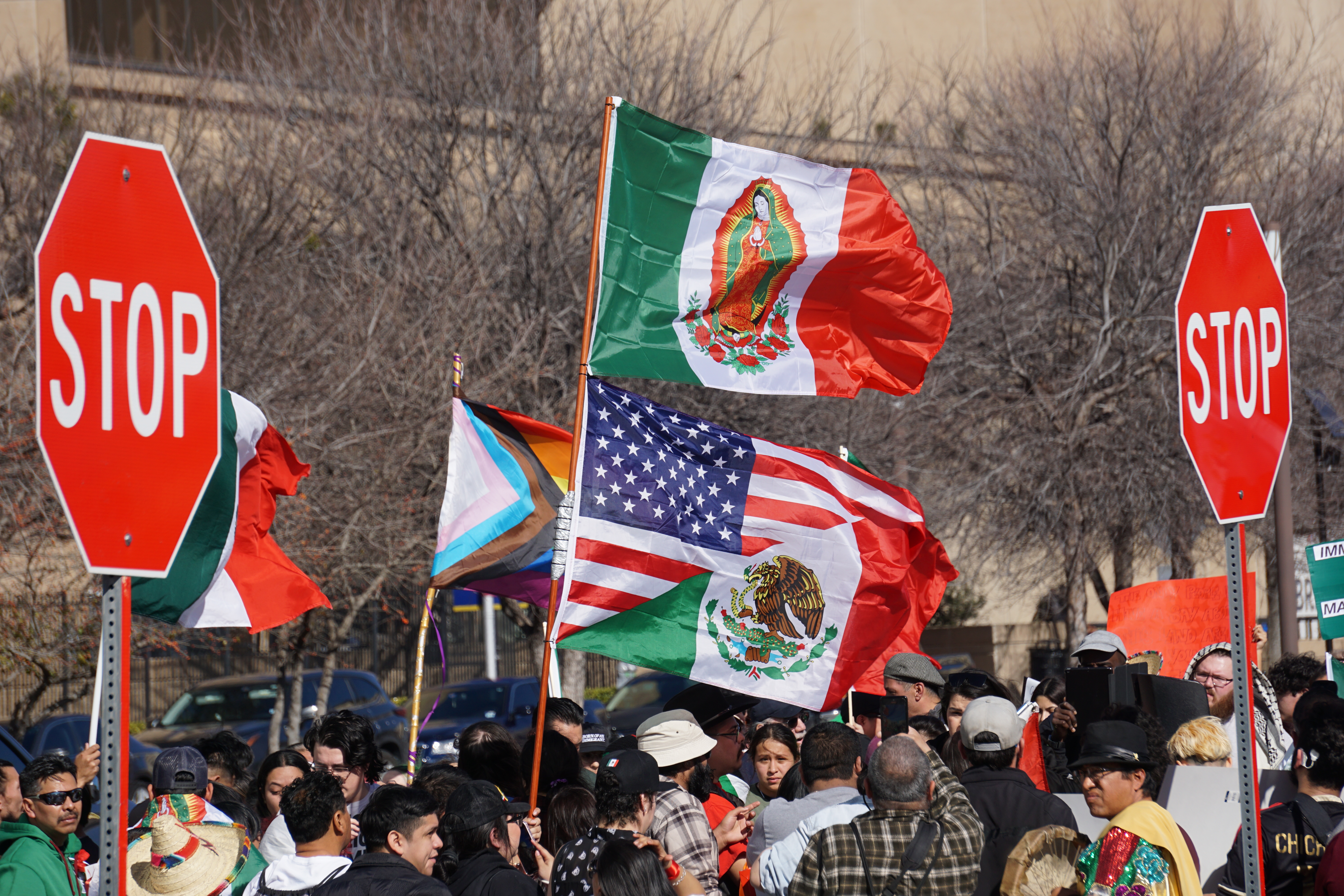
2025년 2월 2일 댈러스에서 대규모 추방에 반대하는 시위

트럼프 행정부의 강화된 이민 단속 정책과 ICE 활동 증가에 반대하는 시위가 전국적으로 일어났다. 시위는 텍사스주, 캘리포니아주, 앨라배마주, 사우스캐롤라이나주 찰스턴, 그리고 인디애나주에서 주로 로스앤젤레스와 같은 대도시 지역에서 일어났다. 사우스캐롤라이나주 찰스턴에서 열린 시위에서는 허가 없이 25명 이상의 그룹으로 모였다는 이유로 7명의 시위대가 체포 및 구금되었다.

## 같이 보기
- 이민 검토 행정실
- 도널드 트럼프 행정부의 인도 국적자 강제 추방
- 미국에서 추방 및 제거
- 법치주의
- 미국의 불법 이민
- 미국의 서류 미비 이민자 인구
- 후안 카를로스 로페스-고메스 구금 사건
- 2025년 광저우 산위안리 경찰 단속 소문 - 광저우시에서 유사한 시기에 유사한 추방 소문